# Беленско македонско благотворително братство
Беленското македонско благотворително братство „Апостол Енидже Вардарски“ е организация на бежанците от областта Македония, установили се в Бяла.

## История
На 28 септември 1924 година е формирано братството и в неговото настоятелство влизат Атанас Москов (председател), Атанас Узунов (подпредседател), Панайот Шекерев (секретар) и съветници Димитър Иванов и Атанас Трайков. На 8 август 1925 година братството избира ново настоятелство в състав Васил Хаджиев (председател), Атанас Узунов (подпредседател), Вангел Поларков (секретар), Велин Билев (касиер), а членове са Димитър Пещев, Васил Х. Трайков и Тодор Кръстев. В контролната комисия влизат Атанас Христов, Ариф Москов и Илия Чалев. На 24 януари 1926 година в новото ръководство влизат Атанас Христов (председател), Атанас Москов (подпредседател), Панайот Шекров (секретар), съветници са Ат. Трайков, Ат. Велев, Борис Урджанов и Ив. Данев. В контролната комисия са Васил Стоянов, Никола Сапунджиев и Георги Трайчев.